# 米塔爾鋼鐵公司
米塔爾鋼鐵公司（Mittal Steel Company N.V.）是世界上最大的鋼鐵生產商之一，也是營業額最多的一間。該公司目前是安賽樂米塔爾的一部分。

## 历史
公司首席執行長拉克希米·米塔尔家族擁有公司88％的股份。米塔爾鋼鐵公司總部設在鹿特丹，但米塔爾和他的兒子阿迪亞·米塔尔在倫敦管理公司。伊斯帕特國際（Ispat International）收購LNM控股後（均由拉克希米·米塔爾控制）後，米塔爾鋼鐵公司成立，它在2004年合併國際鋼鐵公司 （包含伯利恆鋼鐵，共和鋼鐵和LTV鋼鐵）。2006年6月25日，米塔爾鋼鐵公司決定收購安賽樂，成為安賽樂米塔爾。